# Heilige Naam Jezuskerk (Grootlo)

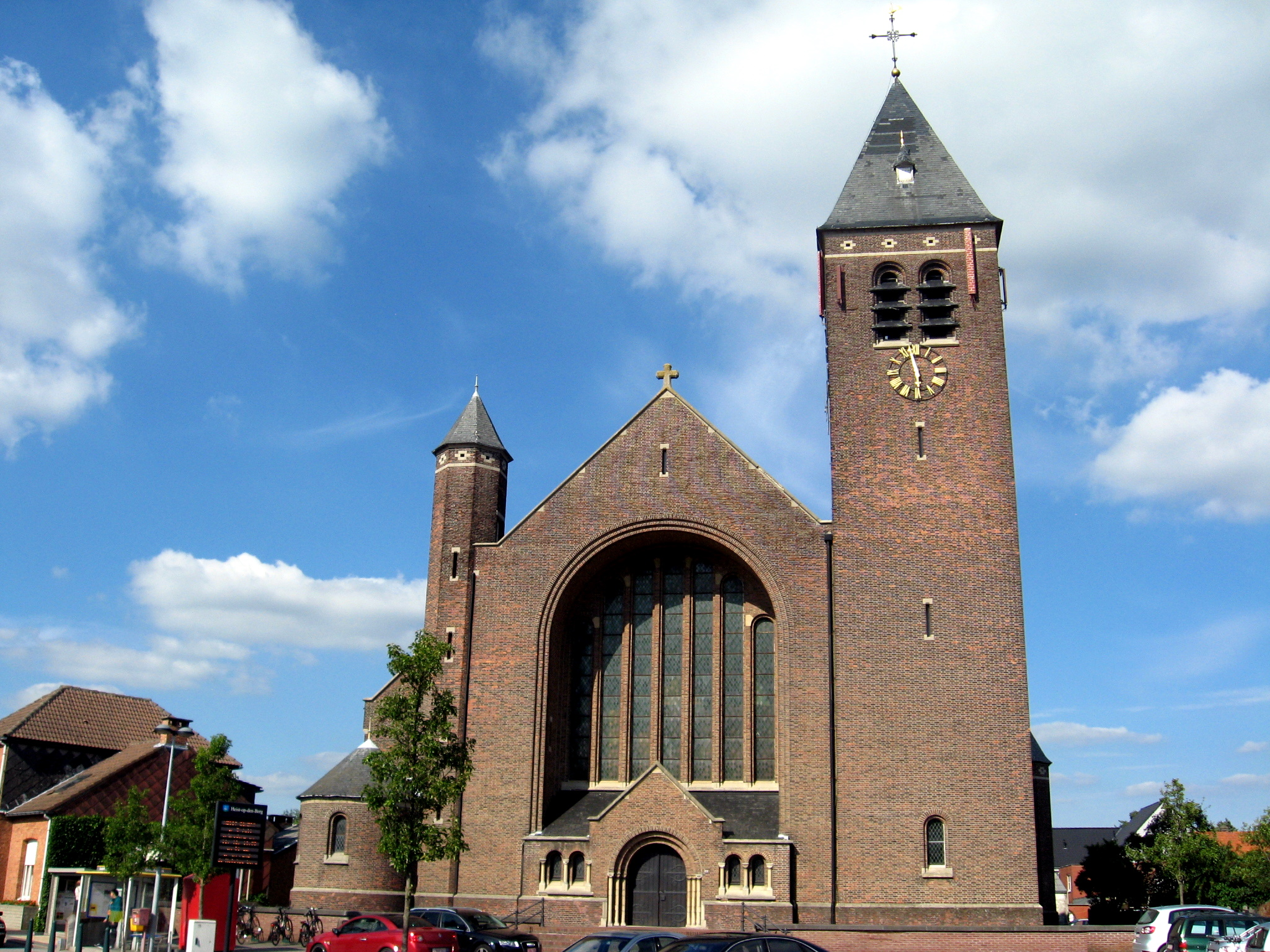
Heilige Naam Jezuskerk

De Heilige Naam Jezuskerk is de parochiekerk van de tot de Antwerpse gemeente Heist-op-den-Berg behorende plaats Grootlo, gelegen aan de Kapelstraat 69.

## Geschiedenis
Grootlo werd in 1906 een zelfstandige parochie. De gelovigen kerkten aanvankelijk in de Oude Kapel. In 1936 werd een definitieve kerk gebouwd die in 1937 werd ingewijd.

## Gebouw
Het betreft een naar het noordoosten georiënteerde driebeukige kerk, gebouwd in baksteen en ontworpen door Gustaaf Careels.
De kerk heeft een naastgebouwde vlakopgaande toren, gedekt door een tentdak. Het bouwwerk toont neoromaanse stijlelementen.

## Interieur
De middenbeuk wordt overkluisd door een houten tongewelf. Het kerkmeubilair is 20-eeuws. De glas-in-loodramen zijn van 1964.